# سيات ألتيا بروتوتيبو
سيات ألتيا بروتوتيبو (بالإنجليزية: SEAT Altea Prototipo)‏ هي سيارة من تصنيع شركة سيات.

## مرجع
1. ↑  
"Ultimatecarpage.com -". مؤرشف من الأصل في 2018-07-11. اطلع عليه بتاريخ 2014-03-26.